# Рижские каникулы
«Рижские каникулы» (Рижские девы, норв. Jomfruene i Riga) — фильм Эмиля Станг Лунда 1996 года.

## Сюжет
Разорившийся норвежский бизнесмен Вальдемар приезжает в Латвию и начинает создавать новый бизнес, инвестируя деньги в производство гробов на экспорт в Америку. С ним происходит целая вереница приключений, связанных с мошенничеством. Предмет мошенничества — старый, закрытый курорт с когда-то целебными водами, а теперь торфяным болотом, куда советские военные много лет сбрасывали радиоактивные отходы. С наступлением демократии эту традицию продолжают мафиози.
Вальдемар влюбляется в подставленную для него местную девицу Инару, которая в конце фильма влюбляется в свою жертву. В течение всего фильма норвежца безуспешно пытаются убить, и при этом погибает огромное количество подсылаемых убийц.

## Критика
Александр Фёдоров: «Авторы фильма надеются привлечь зрительское внимание, используя приевшиеся сюжетные ходы: обман иностранцев, происки русской мафии, охота, водка и т. п. В результате этот экранный винегрет ничего кроме изжоги вызвать, по-моему, не может…».

## В ролях
- Аурелия Анужите — Инара
- Хельге Йордаль[англ.] — Вальдемар
- Йон Айкемо — Кирре Элиассен
- Филип Занден[англ.] — Эдельфельдт
- Ивар Калныньш — мафиозо
- Юрис Стренга
- Улдис Думпис — отец
- Виктор Плют — капитан Гущин
- Хельге Юрдаль
- Вигго Йенсберг
- Нильс Вогт